# Feiertage in Kroatien
In Kroatien bestehen die folgenden gesetzlichen Feier- und Gedenktage:

## Feiertage und arbeitsfreie Tage
- 1. Januar – Neujahr (Nova godina)
- 6. Januar – Dreikönigsfest (Bogojavljenje ili Sveta tri kralja)
- Ostern und Ostermontag (Uskrs i Uskrsni ponedjeljak)
- Fronleichnam (Tijelovo)
- 1. Mai – Tag der Arbeit (Praznik rada)
- 30. Mai – Nationalfeiertag (Dan državnosti)
- 22. Juni – Tag des antifaschistischen Kampfes (Dan antifašističke borbe)
- 5. August – Tag des Sieges und der heimatlichen Dankbarkeit und Tag der kroatischen Verteidiger (Dan pobjede i domovinske zahvalnosti i Dan hrvatskih branitelja)
- 15. August – Mariä Himmelfahrt (Velika Gospa)
- 1. November – Allerheiligen (Svi sveti)
- 18. November – Gedenktag für die Opfer des Heimatkrieges und Gedenktag für die Opfer von Vukovar und Škabrnja (Dan sjećanja na žrtve Domovinskog rata i Dan sjećanja na žrtvu Vukovara i Škabrnje)
- 25. Dezember – Weihnachten (Božić)
- 26. Dezember – erster Tag nach Weihnachten, Stephanstag (prvi dan po Božiću, Sveti Stjepan)

Daneben haben an religiösen Feiertagen die Angehörige bestimmter Religionen das Recht auf einen arbeitsfreien Tag. Nämlich Christen, die am 7. Januar Weihnachten feiern und die Ostern nach dem julianischen Kalender am Ostermontag feiern. Muslime erhalten je einen arbeitsfreien Tag ihrer Wahl für das Fest des Fastenbrechens und das Islamische Opferfest.
Juden erhalten je einen arbeitsfreien Tag ihrer Wahl für Jom Kippur und Rosch ha-Schana.

## Gedenktage
- 9. Januar – Tag der Vereinigung von Međimurje mit dem Mutterland Kroatien (Dan sjedinjenja Međimurja s maticom zemljom Hrvatskom)
- 15. Januar – Tag der internationalen Anerkennung der Republik Kroatien und Tag der friedlichen Wiedereingliederung des kroatischen Donauraums (Dan međunarodnoga priznanja Republike Hrvatske i Dan mirne reintegracije hrvatskog Podunavlja)
- 15. März – Tag der Gründung des Zivilschutzes (Dan osnivanja Narodne zaštite)
- 30. April – Tag des Todes von Zrinski und Frankopan (Dan pogibije Zrinskog i Frankopana)
- 9. Mai – Europatag und Tag des Sieges über den Faschismus (Dan Europe i Dan pobjede nad fašizmom)
- Samstag oder Sonntag am nächsten zum 15. Mai – Gedenktag für kroatische Opfer im Kampf für Freiheit und Unabhängigkeit (Dan spomena na hrvatske žrtve u borbi za slobodu i nezavisnost)
- 25. Juni – Unabhängigkeitstag (Dan neovisnosti)
- 23. August – Europäischer Gedenktag für die Opfer totalitärer und autoritärer Regime - Nationalsozialismus, Faschismus und Kommunismus (Europski dan sjećanja na žrtve totalitarnih i autoritarnih režima – nacizma, fašizma i komunizma)
- 30. August – Tag der Erinnerung an vermisste Personen im Heimatkrieg (Dan sjećanja na nestale osobe u Domovinskom ratu)
- 25. September – Tag des Beschlusses über die Vereinigung von Istrien, Rijeka, Zadar und den Inseln mit dem Mutterland Kroatien (Dan donošenja Odluke o sjedinjenju Istre, Rijeke, Zadra i otoka s maticom zemljom Hrvatskom)
- 8. Oktober – Tag des kroatischen Parlaments (Dan Hrvatskoga sabora)

## Quelle
- Zakon o blagdanima, spomendanima i neradnim danima u Republici Hrvatskoj (NN 110/19). Abgerufen am 29. Dezember 2020.